# Itacoatiara
Itacoatiara est une ville brésilienne du Centre-Est de l'État de l'Amazonas.

## Géographie
Sa population était de 84 671 habitants au recensement de 2007. La municipalité s'étend sur 8 892 km2.
Itacoatiara est le siège d'un évêché, dans le ressort duquel se trouve la petite ville de Itapiranga où se produiraient des apparitions mariales. L'évêque actuel est Mgr Carillo Gritti.